# День Європи (монета)
«День Євро́пи» — пам'ятна монета номіналом 5 гривень, випущена Національним банком України, присвячена єдності України з Європою, нашим спільним цінностям та прагненню до мирного і процвітаючого майбутнього. Відзначення Дня Європи в Україні свідчить не лише про географічну близькість, а й духовну спорідненість, історичну спадщину та солідарність, які об'єднують нашу державу з європейською родиною.
Монету введено в обіг 9 травня 2024 року. Вона належить до серії «Інші монети».

## Опис монети та характеристики
| Номінал грн. | Метал      | Маса, г | Діаметр, мм | Якість виготовлення       | Гурт     | Тираж, штук |
| ------------ | ---------- | ------- | ----------- | ------------------------- | -------- | ----------- |
| 5            | нейзильбер | 16,54   | 35,0        | спеціальний анциркулейтед | рифлений | 50 000      |

### Аверс

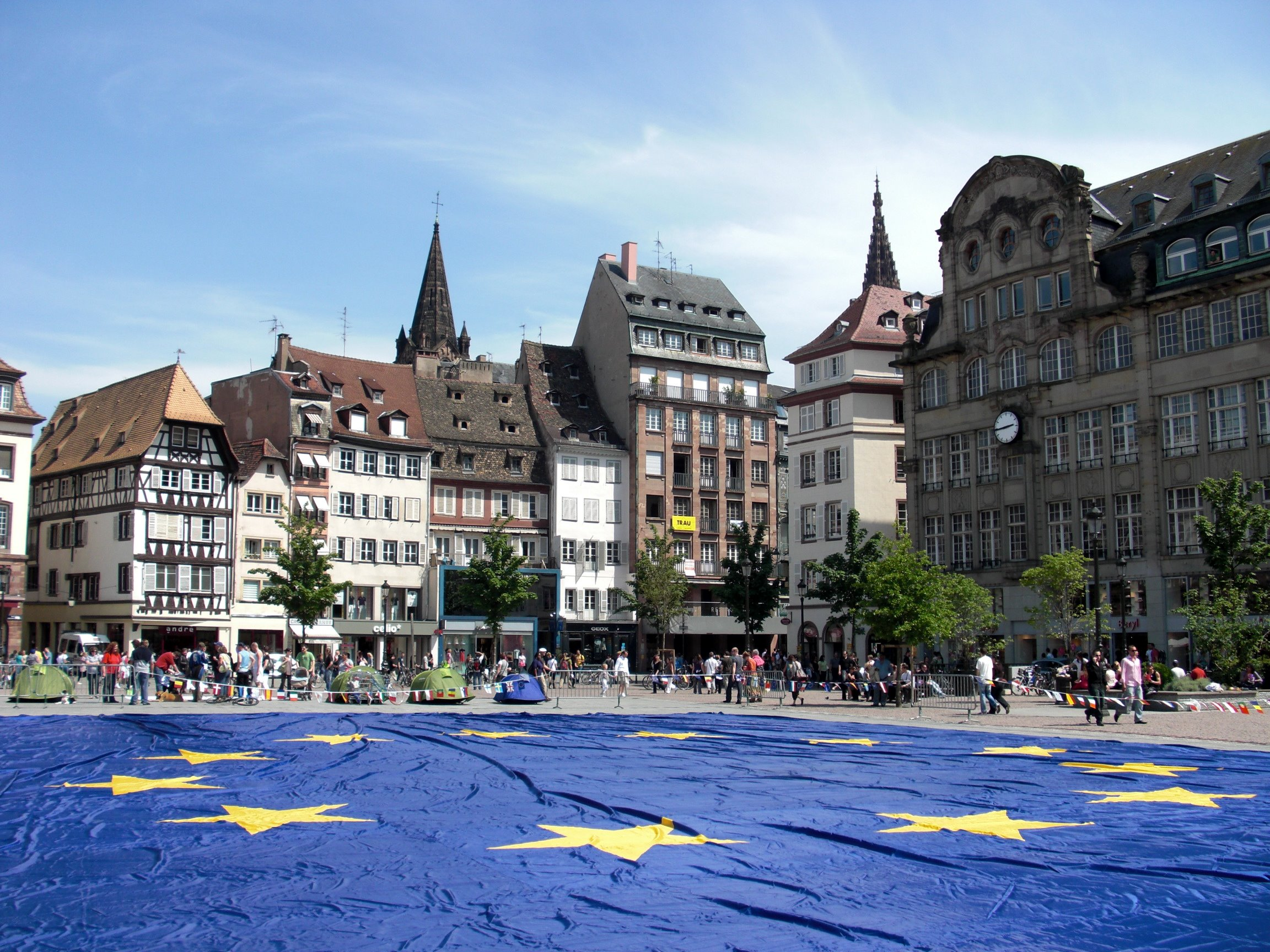
Великий прапор Європи в Стразбурзі під час Дня Європи у 2009 році.

На аверсі монети по центру розміщено стилізований тризуб, символ України. Ліворуч від тризуба зображено офіційне гасло Європейського Союзу «ЄДНІСТЬ У РІЗНОМАНІТТІ» (угорі півколом) та напис «УКРАЇНА» (поруч із тризубом, вертикально). Унизу монети зазначено номінал 5 з графічним символом гривні, рік карбування — «2024» (вертикально) та малий Державний Герб України. Праворуч від тризуба зображено квітковий орнамент, який символізує процвітання та самобутню культуру держави, а також логотип Банкнотно-монетного двору Національного банку України.

### Реверс
На реверсі монети на дзеркальному тлі розміщено абревіатури «EU» та «UA», які, переплітаючись, створюють візуальний символ єдності України та Європи. Дві літери «U» є ніби одним цілим, формуючи образ нового життя, що проростає під егідою Європейського Союзу. Навколо написів «ДЕНЬ / ЄВРОПИ / EUROPE / DAY» зображено дванадцять зірок, як і на прапорі ЄС, що символізують єдність, цілісність і гармонію народів Європи.

## Автори
- Художник — Фандікова Наталія.
- Скульптор — Демяненко Анатолій.

## Вартість монети
Під час введення монети в обіг 2024 року, Національний банк України реалізовував монету за ціною 121 гривня.
Фактична приблизна вартість монети, з роками змінювалася так:
| Рік        | 2025 | 2026 | 2027 |
| ---------- | ---- | ---- | ---- |
| Ціна, грн. | 190  |      |      |